# Парк на душите
Паркът на душите (на гръцки: Πάρκο των ψυχών) е арт-галерия под небето на 1000 м надморска височина открита през 2012 г. от гръцки скулптор който създава произведения на изкуството издълбавайки изгорени дървесни стволове в планината Парнита над Атина. Изложбата е вдъхновена от историята на санаториума в съседство. „Паркът на душите“, както го наричат, дава живот на стволовете, които показват емоциите на обитателите на санаториума.
Експонатите имат свои имена като картини: „Бременната жена“, „Кръстът на мъченичеството“, „Носталгията на майката по изоставеното дете“, „Двойката“, „Ухото“, „Перото“, „Разсъждението“. Тази уникална изложба под небето е посветена на Янис Рицос който постъпва в санаториума в края на 1937 г. за 6 месеца, и където написва три от своите произведения, вкл. „Пролетна симфония“ под давление от загубата на майка си и брат си от туберкулоза. 
Муза за създаването на уникалната изложба е призрачната сграда на някогашния атински санаториум на планината Парнита, на фона на изгорялата гора в съседство след катастрофалния пожар от 2007 г. Символично изложбата е открита през 2012 г., т.е. век след началото на Балканската война в която Гърция печели по-голяма част от Македония със Солун.
Белодробният санаториум се намира само на 2 км от известното казино Парнита и е построен през далечната 1912 г. като планинско лечебно заведение за болни от туберкулоза. Сухият климат на планината, чистият въздух и слънцето бяха от съществено значение за възстановяването и понякога дори за излекуването на пациентите, които се стичаха с хиляди в продължение на почти 30 години, от 1917 г. – до началото на масовата терапия с пеницилин от 1950 г. или до края на гражданската война в Гърция. Този санаториум на Парнита е чистилище за душите в Гърция през първата половина на XX век, приютило много болни хора от цялата страна, като се има предвид, че през десетилетието между 1929 – 1939 г. повече от 120 000 души са жертва на туберкулозата в Гърция.
Сградата на санаториума е превърната в хотел с името „Ксения“, а по-късно е използвана като Училище по туризъм от Гръцката организация по туризъм. Конструкцията е окончателно изоставена през 1985 г. Сградата търпи щети от силното земетресение през 1999 г. и след това при пожара от 2007 г., и въпреки това остава почти невредима отвън до днес. Гледката на пустеещата сграда е озадачаваща и призрачна. В паметта конструкцията се асоциира със сълзите, болката, кръвта и смъртта на хоспитализираните в нея. 

## Снимки
- Двойката
- Бременна жена
- Общ изглед
- Санаториумът „Парнита“